# Ô Giang (Hòa, Mã An Sơn)
Trấn Ô Giang (tiếng Trung: 乌江镇, bính âm Hán ngữ: Wūjiāng zhèn) là trấn trực thuộc huyện Hòa, địa cấp thị Mã An Sơn, tỉnh An Huy, Trung Quốc. Đây là một đơn vị hành chính cấp hương, trấn của Cộng hòa Nhân Dân Trung Hoa.
Trấn Ô Giang nằm ở phía Đông Bắc của huyện Hòa, là khu vực của địa cấp thị Mã An Sơn giáp thành phố Nam Kinh. Trấn có diện tích 151 km², bao gồm 11 thôn hành chính và 04 khu dân cư. Trấn Ô Giang là nơi mà Tây Sở Bá Vương Hạng Vũ tự vẫn năm 202 trước công nguyên.

## Lịch sử
Có một thuật ngữ về trấn Ô Giang, từ lâu:
千年古镇，西楚乌江。
"Thiên niên cổ trấn, Tây Sở Ô Giang". Nghĩa là: trấn cổ ngàn năm tuổi, Ô Giang cùng Tây Sở Bá Vương.
Ô Giang nằm ở ngã ba vị trí địa lý của tỉnh Giang Tô và An Huy. Đây là trấn của An Huy ở cửa ngõ phía đông tỉnh, đối mặt với vùng đồng bằng sông Dương Tử. Năm Thái Khang thứ sáu thời Tây Tấn (năm 285), tại vị trí này người ta thành lập thành huyện Ô Giang (乌江县), xây dựng tại ranh giới Đông Thành và duy trì là huyện cho đến năm Hồng Vũ thứ nhất thời Minh (năm 1368), tức là trong 1083 năm, mới bỏ huyện lập trấn. Ngày nay, nhai đạo Giang Phố Cao Vượng (江浦高旺), Long Sơn (龙山), Lan Hoa Đường (兰花塘), Kiều Lâm (桥林), Thạch Kiều (石桥) và những nơi khác đều từng thuộc huyện Ô Giang.
Tên gọi của trấn Ô Giang trước đây là một trấn bao gồm hai khu vực bên bờ Bắc sông Dương Tử, trong trấn chia thành hai phần, cách nhau bằng một con sông nhỏ là sông Tứ Mã Sơn (驷马山河), nằm ở tả ngạn và đổ vào sông Dương Tử. Trấn Ô Giang cũ đã được phân chia, phần bờ Bắc sông Tứ Mã Sơn hiện nay là một phần của nhai đạo Kiều Lâm (桥林街道), thuộc quận Phổ Khẩu, thành phố Nam Kinh, tỉnh Giang Tô, phần bờ Nam sông Tứ Mã Sơn trở thành khu vực chính, là trấn Ô Giang, thuộc huyện Hòa, địa cấp thị Mã An Sơn, tỉnh An Huy.

## Cái chết của Hạng Vũ
Vào đầu năm 202 trước Công nguyên, Lưu Bang đã chiến thắng Hạng Vũ ở trận Cai Hạ, nay là Túc Châu, An Huy, đây là vùng cực Đông Bắc tỉnh An Huy, nằm ngay ở ngã ba tỉnh Sơn Đông và Giang Tô. Tại Cai Hạ, Hạng Vũ và thê tử Ngu Cơ âm dương cách biệt, với những bài Cai Hạ ca và Biệt Bá Vương.
Hạng Vũ:
Lực bạt sơn hề khí cái thế,
Thì bất lợi hề Chuy bất thệ.
Chuy bất thệ hề khả nại hà,
Ngu hề Ngu hề nại nhược hà?
Ngu Cơ:
Hán binh dĩ lược địa,
Tứ diện Sở ca thanh.
Đại Vương ý khí tận,
Tiện thiếp hà liêu sinh.
Ngu Cơ tự tử, Hạng Vũ đau lòng, khóc hết dòng lệ. Sau đó, Hạng Vũ rút lui về phía Nam. Lúc bấy giờ, Hạng Vũ ở Ô Giang đình, tức trấn Ô Giang An Huy ngày nay, bên bờ sông Dương Tử, đối diện với vùng Giang Đông. Hạng Vũ không qua sông, đã hết tấm lòng sự nghiêp, tự vẫn. Địa điểm nơi ông qua đời chính là đình Ô Giang (乌江亭), nay là trấn Ô Giang, bên sông Dương Tử (nhiều khi bị hiểu nhầm về từ ngữ là sông Ô vốn chỉ chảy qua Quý Châu và Trùng Khánh). Thi thể của ông được chôn cất ở Cốc Thành, sau chuyển mộ về hương Cửu Huyện (旧县乡), nay thuộc huyện Đông Bình, địa cấp thị Thái An, tỉnh Sơn Đông. Chôn cất ở Sơn Đông mà không phải An Huy bởi vùng đất đó thời bấy giờ thuộc nước Lỗ, một vương quốc kính trọng Hạng Vũ, nước theo Sở duy nhất không hàng Nhà Hán, chỉ cúi đầu sau khi Lưu Bang làm tang lễ cho Hạng Vũ.
Từ đó trở đi, Ô Giang trở nên nổi tiếng trên toàn thế giới, bởi đây là nơi mà Hạng Vũ qua đời. Nhiều tác phẩm tiểu thuyết lịch sử và phim điện ảnh, phim truyền hình có những nội dung, mô tả về Ô Giang, trấn Ô Giang. Đặc biệt, bộ phim Bá Vương biệt cơ giành đoạt giải Cành cọ vàng năm 1993 tại Liên hoan phim Cannes.